# Millie Gibson
Amelia Eve "Millie" Gibson, född 19 juni 2004 i Tameside i Greater Manchester, är en brittisk skådespelare.
Hon har bland annat spelat rollen som Kelly i tv-serien Coronation Street, för vilken hon vann en British Soap Award. Sen 2023 spelar hon även följeslagaren Ruby Sunday i den brittiska science fiction TV-serien Doctor Who jämnsides Ncuti Gatwa i rollen som den femtonde Doktorn.

## Filmografi
- 2017 – Love, Lies and Records (TV-serie)
- 2017–2018 – Jamie Johnson (TV-serie)
- 2018 – Butterfly (TV-serie)
- 2019–2022 – Coronation Street (TV-serie)
- 2023 – Doctor Who (TV-serie)